# Chuncheon FC
Der Chuncheon Citizen Football Club ist ein südkoreanischer Fußballverein aus Chuncheon. 

## Geschichte
Der Chuncheon FC wurde Ende 2009 gegründet und trat ab dem folgenden Jahr in der drittklassigen K3 League an. Ende 2016 stieg die Mannschaft in die K3 League Advance ab, wo sie drei Spielzeiten antrat. Nach einer Ligareform kam sie in die 2020 neu formierte K3 League, aus der der Klub direkt abstieg. Im zweiten Jahr der Zugehörigkeit zur K4 League gelang der Wiederaufstieg.

## Stadion
Das Heimstadion des Chuncheon FC ist das Chuncheon-Songam-Leports-Town-Stadion, das mit dem Lokalrivalen Gangwon FC geteilt wird und 20.000 Zuschauern Platz bietet.